# Raoul Loé
Raoul Loé (Courbevoie, 31 de janeiro de 1989) é um futebolista profissional camaronês que atua como meia.

## Carreira
Raoul Loé começou a carreira no Manchego.
Ele representou o elenco da Seleção Camaronesa de Futebol no Campeonato Africano das Nações de 2015.